# Faro di Kefkenada
Il Faro di Kefkenada (in turco Kefkenada Feneri) è un faro di approdo situato sulla sponda anatolica del Mar Nero, sull'isola di Kefken nel distretto di Şile di Istanbul, in Turchia.
È gestito e mantenuto dall'Autorità per la Sicurezza Costiera (in turco Kıyı Emniyeti Genel Müdürlüğü) del Ministero dei Trasporti e delle Comunicazioni.

## Storia
Il primo faro fu costruito il 30 novembre 1879. L'attuale faro sembra essere di recente costruzione. Si affaccia sul porto dell'isola di Kefken e si trova sul Kefken Burnu, un promontorio importante a circa 50 km a est di Şile. Sede di una fortezza genovese del XIV secolo, l'isola è un'attrazione turistica.
L'isola di Kefken è stata dichiarata area protetta per i suoi reperti storici, come le rovine del castello e le antiche cisterne. I guardiani del faro non hanno visitatori, ad eccezione delle barche che si riparano nel frangiflutti.

## Descrizione
Il faro è una torre ottagonale in cemento bianco, alta 10 metri, con un doppio ballatoio e una lanterna sopra la sala di sorveglianza.
Il suo lampeggiante emette, a un'altezza focale di 24 m, un lampo bianco lungo 1,5 secondi ogni 10 secondi. Il suo raggio d'azione è di 14 miglia nautiche (circa 38 km). Dispone di un radar Racon che emette la lettera K in codice Morse e di una sirena da nebbia che emette 2 squilli ogni 20 secondi in caso di nebbia.
Identificatore: ARLHS: TUR-058 - Admiralty: N5830 - NGA: 19664.

## Caratteristiche della luce marittima
- Frequenza: 10 secondi (W)
  - Luce: 1,5 secondi
  - Buio: 8,5 secondi